# Amefrontia
Amefrontia is een geslacht van vlinders van de familie van de uilen (Noctuidae), uit de onderfamilie Amphipyrinae.

## Soorten
- A. purpurea Hampson, 1899
- A. zillii Hacker, Hoppe, Lehmann & Stadie, 2011